# Félix de Álzaga
Félix de Álzaga (Buenos Aires, julio de 1792 - Buenos Aires, julio de 1841) fue un militar, político y hacendado argentino, que tuvo activa participación en el proceso que llevó al poder a Juan Manuel de Rosas en la provincia de Buenos Aires, y terminó enemistado con este y perseguido por sus partidarios.

## Biografía
Hijo de Martín de Álzaga, el héroe de la resistencia contra las Invasiones Inglesas, fue muy afectado por la ejecución de su padre en 1812. Abandonó los estudios y se dedicó a tratar de recomponer la herencia de lo que quedaba de los bienes de su padre. Para ponerse a cubierto de la acusación que pesaba sobre su padre, se incorporó a las milicias urbanas de la ciudad de Buenos Aires como oficial. Se enriqueció como proveedor de alimentos y vestuarios al ejército.
En 1820, durante la confusión de la Anarquía del Año XX, fue ascendido al grado de coronel de infantería, y en octubre participó en la represión de la rebelión de Manuel Pagola, junto a Juan Manuel de Rosas. Fue nombrado comandante del Regimiento de Milicias del Orden, formado por empleados públicos y de comercio.
Se unió al partido de Bernardino Rivadavia, y desde 1822 fue varias veces elegido legislador provincial, y también diputado al Congreso General de 1824.
Era un hombre muy culto, y un gran orador, que convencía con su palabra. Pero no era considerado un político original, ni de ideología claramente definida. Era de carácter fuerte y muy valiente, pero su falta de aspiraciones políticas le impidió destacarse más.
La Junta de Representantes provincial lo envió en 1823 en una misión a Chile y Perú, que los gobiernos de esos países consideraron insultante: a pesar de que se le había negado toda ayuda al general San Martín en sus campañas a Perú, el gobierno lo enviaba a exigir a los gobiernos liberados por este el pago de todas los gastos en que habían incurrido las Provincias Unidas del Río de la Plata por la formación del Ejército de los Andes. Para empeorar sus argumentos, debía pedir que estos gastos fueran pagados solamente a la provincia de Buenos Aires, olvidándose de los gastos en que habían incurrido las demás provincias, sobre todo las de la región de Cuyo. Fue recibido con extrema indignación en Chile, y su exigencia rechazada airadamente. Pasó entonces al Perú, donde solicitó al gobierno de ese país – que no había logrado aún liberarse de los realistas – adherirse a la tregua firmada por el gobierno porteño con España. Su pedido fue rechazado, y regresó a Buenos Aires en 1824.
Durante el gobierno de Manuel Dorrego fue director del Banco Nacional y diputado provincial. Su conducta durante la revolución de Juan Lavalle en diciembre de 1829 fue de prescindencia, y este lo nombró al año siguiente presidente del Consejo Consultivo con que se pretendía reemplazar a la Junta de Representantes. También lo usó como comisionado ante el general Rosas, poco antes de ir él mismo a Cañuelas a firmar la Convención de paz. En la misma, fue propuesto por el propio Rosas para asumir como gobernador de la provincia. Pero cuando los unitarios, violando el acuerdo, organizaron y ganaron una violenta elección, un nuevo tratado, el de Barracas, llevó al poder a Juan José Viamonte, y luego al mismo Rosas.
Participó en la campaña de 1831 contra la Liga del Interior, y fue uno de los más firmes aliados de Rosas durante su primer gobierno, logrando después del final de la campaña contra Paz el ascenso al grado de general.
Durante el gobierno de Juan Ramón Balcarce se unió al partido federal opuesto a la influencia de Rosas. Por su grado e influencia, no fue molestado por la Sociedad Popular Restauradora ni por la Mazorca, por lo menos hasta fines de la década de 1830. En 1834 acusó al poderoso financista Braulio Costa de maniobras fraudulentas, lo que significó el fin de la actividad de Costa.
No participó en las convulsiones del año 1839, pero en cambio sí lo hicieron sus hijos Martín y Félix, que se unieron a la revolución de los Libres del Sur. Derrotados, sus campos fueron embargados. En Buenos Aires, la casa del general fue arrasada a fines de 1840 por la Mazorca, pero el general logró escapar por el fondo. Regresó – ya muy enfermo – cuando Rosas ordenó detener los desmanes contra los opositores.
Falleció en julio de 1841 en Buenos Aires.
Casi todos sus extensos campos, justo al sur del río Salado, pasaron a su hijo Martín a la caída de Rosas. De él pasaron a su joven y hermosa viuda, la famosa Felicitas Guerrero y, cuando esta fue asesinada por un pretendiente despechado, al padre de esta.